# Jože Peternelj
Jože Peternelj Mausar, slovenski slikar in pisatelj, * 12. januar 1927, Jarčja Dolina, † 28. februar 2013, Škofja Loka

## Življenje in delo
Dolga leta je živel in delal v Žireh. Do leta 1971 je bil zaposlen v tovarni obutve Alpina, od takrat dalje pa je deloval kot svobodni umetnik. Leta 2007 je bil imenovan za častnega občana občine Žiri. Zadnja leta je preživel v domu za starejše občane Škofja Loka, kjer je tudi umrl.
Samostojno je razstavljal v domačem kraju, Ljubljani, Škofji Loki, na Japonskem in drugod. Udeležil se je tudi več skupinskih razstav v Sloveniji in po svetu (Italija, ZDA, Švica, Srbija, Kanada, Poljska, BiH, Hrvaška, Avstrija, Francija, Norveška ..Museum Osnabrück - Deutschland.).
Poleg slikanja se je ukvarjal tudi s pisanjem. Izdal je že več povesti v samostojnih izdajah, krajše prispevke pa je objavljal v literarnih revijah in zbornikih.